# Diogo Dalot
José Diogo Dalot Teixeira, noto come Diogo Dalot [diˈoɣu ðɐˈlo] (Braga, 18 marzo 1999), è un calciatore portoghese, difensore del Manchester Utd e della nazionale portoghese, con cui ha vinto la UEFA Nations League 2024-2025.

## Caratteristiche tecniche
È un terzino destro dotato tecnicamente e molto veloce, abile in fase di spinta, bravo nel possesso palla, veloce palla al piede e capace nel fornire assist ai compagni. Dotato di un buon tiro, è bravo anche in fase difensiva, dove spicca nel gioco aereo e nelle diagonali. Può essere schierato anche nella fascia opposta, come esterno di centrocampo e centrale di difesa.

## Carriera

### Club

#### Porto e Manchester United
Cresciuto nel settore giovanile del Porto, esordisce con la seconda squadra dei Dragões il 28 gennaio 2017, nel match perso 1-2 contro il Leixões. Nella stagione 2017-2018 colleziona 8 presenze in prima squadra.
Il 6 giugno 2018 viene annunciato il suo acquisto da parte del Manchester Utd. All’arrivo a Manchester, l’allenatore José Mourinho disse che, considerata la giovane età, era uno dei migliori terzini destri in circolazione. Esordisce con la maglia dei red devils il 19 settembre nella vittoria di sul campo dello Young Boys, ma a causa di un infortunio procuratori la stagione precedente non trova continuità. Esordisce in Premier League il 1º dicembre, quando subentra nella sfida contro il Southampton.
Con l’esonero di Mourinho e l’arrivo di Ole Gunnar Solskjaer sulla panchina del Manchester United, Dalot continua a trovare il campo con frequenza: al termine della stagione saranno 23 le presenze totali, di cui 16 in Premier League. Da ricordare la partita contro il PSG ai quarti di Champions League, in cui il Manchester United compie una rimonta in casa della squadra francese: rimonta completata grazie ad un rigore al 90’ minuto procurato da un tiro di Dalot.
Nella stagione successiva, a causa di un infortunio, rimane fuori praticamente fino a gennaio. In quella stagione divide il ruolo di terzino destro con Wan-Bissaka. Nella stagione 19/20, però, Dalot riesce a trovare il suo primo gol con la maglia dello United, al 4º turno di FA CUP contro il Tranmere Rovers. Dopo due stagioni con gli inglesi totalizza 34 presenze in tutte le competizioni.

#### Prestito al Milan
Il 4 ottobre 2020 passa al Milan in prestito fino al termine della stagione. L'esordio con i rossoneri avviene il 22 ottobre, in occasione della fase a gironi di Europa League, nel match vinto per 3-1 in casa del Celtic. Il 29 ottobre segna il suo primo gol con i rossoneri, contribuendo al successo casalingo per 3-0 contro lo Sparta Praga, partita nella quale serve anche l'assist per il secondo gol dei milanesi, siglato da Rafael Leão. Tre giorni dopo debutta in Serie A nel successo per 2-1 sul campo dell'Udinese. Debutta da titolare in massima serie il 16 dicembre 2020, nella trasferta contro il Genoa, terminata con il punteggio di 2-2. Il 7 marzo 2021 trova il suo primo gol in massima serie, nella vittoria esterna per 2-0 sul campo del Verona. Durante la sua stagione in rossonero riesce a trovare continuità, raggiungendo le 33 presenze, siglando anche 2 gol e 3 assist. Come spesso detto anche dallo stesso Dalot in Italia ha potuto migliorare nell’aspetto difensivo, non perdendo comunque la sua caratteristica di attaccare e provare ad arrivare al cross.

#### Ritorno al Manchester United
Terminato il prestito al Milan, rientra nei ranghi del Manchester United. Al termine di una finestra di calciomercato in cui l’ha visto conteso tra diverse squadre europee (Borussia Dortmund, Atletico Madrid e lo stesso Milan che avrebbe voluto tenerlo), il giovane terzino portoghese decide di giocarsi le sue carte allo United che ha voluto fortemente il suo ritorno.

### Nazionale
Nel 2016 partecipa agli europei con la nazionale Under 17, riuscendo a vincerli. Nella semifinale vinta 2-0 contro i Paesi Bassi è proprio Dalot a segnare la rete del raddoppio. Anche in finale, il nazionale portoghese segnerà un gol nei 90 minuti regolamentari e metterà a segno anche un rigore della serie, dopo che la partita contro la Spagna terminò 1-1.
La vittoria dell’Europeo non riuscirà a ripetersi nel 2017 nell’Europeo Under 19, dove il portogallo riesce a raggiungere la finale (anche grazie al gol di Gedson Fernandes in semifinale contro l’Olanda, su assist di Dalot), ma perse contro l’Inghilterra.
Nel 2021 partecipò anche agli Europei Under 21. Il Portogallo arrivò in finale vincendo tutte le partite del torneo e Dalot giocò tutti i minuti della competizione. In finale, però, la nazionale portoghese dovette arrendersi alla Germania, perdendo la partita per 1-0.
Una settimana dopo, precisamente il 13 giugno, complice la positività al COVID-19 di Cancelo, Dalot viene convocato per giocare Euro 2020 con la nazionale maggiore. Fa il suo esordio con i lusitani nella sfida dei gironi contro la Francia, terminata 2-2. Il turno successivo, il Portogallo viene eliminato dal Belgio, ma per Dalot è l’esordio dal primo minuto con la maglia della nazionale.
Anche a ottobre 2021 viene convocato dal Portogallo e il 9 ottobre ha giocato l’amichevole contro il Qatar, vinta 3-0, in cui il terzino portoghese ha fornito l’assist per il gol che ha sbloccato il match di Cristiano Ronaldo.
Il 24 settembre 2022 va a segno per la prima volta con la selezione portoghese realizzando una doppietta nel successo per 0-4 in Nations League contro la Rep. Ceca.
A ottobre, è stato inserito nella lista preliminare di 55 giocatori della nazionale di calcio del Portogallo per la Coppa del Mondo FIFA 2022 in Qatar, venendo poi incluso nella lista definitiva di 26 giocatori per il torneo. Il 21 maggio 2024, Dalot è stato convocato nella rosa del Portogallo per il Campionato europeo di calcio 2024 in Germania.

## Statistiche

### Presenze e reti nei club
Statistiche aggiornate al 17 aprile 2025.
| Stagione              | Squadra               | Campionato            | Campionato | Campionato | Coppe nazionali | Coppe nazionali | Coppe nazionali | Coppe continentali | Coppe continentali | Coppe continentali | Altre coppe | Altre coppe | Altre coppe | Totale | Totale |
| Stagione              | Squadra               | Comp                  | Pres       | Reti       | Comp            | Pres            | Reti            | Comp               | Pres               | Reti               | Comp        | Pres        | Reti        | Pres   | Reti   |
| --------------------- | --------------------- | --------------------- | ---------- | ---------- | --------------- | --------------- | --------------- | ------------------ | ------------------ | ------------------ | ----------- | ----------- | ----------- | ------ | ------ |
| 2016-2017             | Porto B               | SL                    | 3          | 0          | -               | -               | -               | -                  | -                  | -                  | -           | -           | -           | 3      | 0      |
| 2017-2018             | Porto B               | SL                    | 20         | 2          | -               | -               | -               | -                  | -                  | -                  | -           | -           | -           | 20     | 2      |
| Totale Porto B        | Totale Porto B        | Totale Porto B        | 23         | 2          |                 | -               | -               |                    | -                  | -                  |             | -           | -           | 23     | 2      |
| 2017-2018             | Porto                 | PL                    | 6          | 0          | CP+CdL          | 1+0             | 0               | UCL                | 1                  | 0                  | -           | -           | -           | 8      | 0      |
| 2018-2019             | Manchester Utd        | PL                    | 16         | 0          | FACup+CdL       | 2+1             | 0               | UCL                | 4                  | 0                  | -           | -           | -           | 23     | 0      |
| 2019-2020             | Manchester Utd        | PL                    | 4          | 0          | FACup+CdL       | 4+0             | 1+0             | UEL                | 3                  | 0                  | -           | -           | -           | 11     | 1      |
| set.-ott. 2020        | Manchester Utd        | PL                    | 0          | 0          | FACup+CdL       | 0+1             | 0               | UCL                | 0                  | 0                  | -           | -           | -           | 1      | 0      |
| 2020-2021             | Milan                 | A                     | 21         | 1          | CI              | 2               | 0               | UEL                | 10                 | 1                  | -           | -           | -           | 33     | 2      |
| 2021-2022             | Manchester Utd        | PL                    | 24         | 0          | FACup+CdL       | 2+1             | 0               | UCL                | 3                  | 0                  | -           | -           | -           | 30     | 0      |
| 2022-2023             | Manchester Utd        | PL                    | 26         | 1          | FACup+CdL       | 3+3             | 0               | UEL                | 10                 | 1                  | -           | -           | -           | 42     | 2      |
| 2023-2024             | Manchester Utd        | PL                    | 36         | 2          | FACup+CdL       | 5+2             | 1+0             | UCL                | 6                  | 0                  | -           | -           | -           | 49     | 3      |
| 2024-2025             | Manchester Utd        | PL                    | 31         | 0          | FACup+CdL       | 3+3             | 0               | UEL                | 12                 | 3                  | CS          | 1           | 0           | 50     | 3      |
| Totale Manchester Utd | Totale Manchester Utd | Totale Manchester Utd | 137        | 3          |                 | 32              | 2               |                    | 38                 | 4                  |             | 1           | 0           | 208    | 9      |
| Totale carriera       | Totale carriera       | Totale carriera       | 188        | 6          |                 | 35              | 2               |                    | 49                 | 5                  |             | 1           | 0           | 273    | 13     |

### Cronologia presenze e reti in nazionale
| Cronologia completa delle presenze e delle reti in nazionale ― Portogallo | Cronologia completa delle presenze e delle reti in nazionale ― Portogallo | Cronologia completa delle presenze e delle reti in nazionale ― Portogallo | Cronologia completa delle presenze e delle reti in nazionale ― Portogallo | Cronologia completa delle presenze e delle reti in nazionale ― Portogallo | Cronologia completa delle presenze e delle reti in nazionale ― Portogallo | Cronologia completa delle presenze e delle reti in nazionale ― Portogallo | Cronologia completa delle presenze e delle reti in nazionale ― Portogallo |
| Data                                                                      | Città                                                                     | In casa                                                                   | Risultato                                                                 | Ospiti                                                                    | Competizione                                                              | Reti                                                                      | Note                                                                      |
| ------------------------------------------------------------------------- | ------------------------------------------------------------------------- | ------------------------------------------------------------------------- | ------------------------------------------------------------------------- | ------------------------------------------------------------------------- | ------------------------------------------------------------------------- | ------------------------------------------------------------------------- | ------------------------------------------------------------------------- |
| 23-6-2021                                                                 | Budapest                                                                  | Portogallo                                                                | 2 – 2                                                                     | Francia                                                                   | Euro 2020 - 1º turno                                                      | -                                                                         | 79’                                                                       |
| 27-6-2021                                                                 | Siviglia                                                                  | Belgio                                                                    | 1 – 0                                                                     | Portogallo                                                                | Euro 2020 - Ottavi di finale                                              | -                                                                         | 51’                                                                       |
| 9-10-2021                                                                 | Faro                                                                      | Portogallo                                                                | 3 – 0                                                                     | Qatar                                                                     | Amichevole                                                                | -                                                                         |                                                                           |
| 11-11-2021                                                                | Dublino                                                                   | Irlanda                                                                   | 0 – 0                                                                     | Portogallo                                                                | Qual. Mondiali 2022                                                       | -                                                                         |                                                                           |
| 24-3-2022                                                                 | Porto                                                                     | Portogallo                                                                | 3 – 1                                                                     | Turchia                                                                   | Qual. Mondiali 2022                                                       | -                                                                         |                                                                           |
| 24-9-2022                                                                 | Praga                                                                     | Rep. Ceca                                                                 | 0 – 4                                                                     | Portogallo                                                                | UEFA Nations League 2022-2023 - 1º turno                                  | 2                                                                         |                                                                           |
| 17-11-2022                                                                | Lisbona                                                                   | Portogallo                                                                | 4 – 0                                                                     | Nigeria                                                                   | Amichevole                                                                | -                                                                         |                                                                           |
| 2-12-2022                                                                 | Al Rayyan                                                                 | Corea del Sud                                                             | 2 – 1                                                                     | Portogallo                                                                | Mondiali 2022 - 1º turno                                                  | -                                                                         |                                                                           |
| 6-12-2022                                                                 | Lusail                                                                    | Portogallo                                                                | 6 – 1                                                                     | Svizzera                                                                  | Mondiali 2022 - Ottavi di finale                                          | -                                                                         |                                                                           |
| 10-12-2022                                                                | Doha                                                                      | Marocco                                                                   | 1 – 0                                                                     | Portogallo                                                                | Mondiali 2022 - Quarti di finale                                          | -                                                                         | 79’                                                                       |
| 26-3-2023                                                                 | Lussemburgo                                                               | Lussemburgo                                                               | 0 – 6                                                                     | Portogallo                                                                | Qual. Euro 2024                                                           | -                                                                         |                                                                           |
| 20-6-2023                                                                 | Reykjavík                                                                 | Islanda                                                                   | 0 – 1                                                                     | Portogallo                                                                | Qual. Euro 2024                                                           | -                                                                         | 27’                                                                       |
| 8-9-2023                                                                  | Bratislava                                                                | Slovacchia                                                                | 0 – 1                                                                     | Portogallo                                                                | Qual. Euro 2024                                                           | -                                                                         |                                                                           |
| 11-9-2023                                                                 | Faro                                                                      | Portogallo                                                                | 9 – 0                                                                     | Lussemburgo                                                               | Qual. Euro 2024                                                           | -                                                                         |                                                                           |
| 13-10-2023                                                                | Porto                                                                     | Portogallo                                                                | 3 – 2                                                                     | Slovacchia                                                                | Qual. Euro 2024                                                           | -                                                                         |                                                                           |
| 16-10-2023                                                                | Zenica                                                                    | Bosnia ed Erzegovina                                                      | 0 – 5                                                                     | Portogallo                                                                | Qual. Euro 2024                                                           | -                                                                         |                                                                           |
| 26-3-2024                                                                 | Lubiana                                                                   | Slovenia                                                                  | 2 – 0                                                                     | Portogallo                                                                | Amichevole                                                                | -                                                                         |                                                                           |
| 4-6-2024                                                                  | Lisbona                                                                   | Portogallo                                                                | 4 – 2                                                                     | Finlandia                                                                 | Amichevole                                                                | -                                                                         | 46’                                                                       |
| 8-6-2024                                                                  | Oeiras                                                                    | Portogallo                                                                | 1 – 2                                                                     | Croazia                                                                   | Amichevole                                                                | -                                                                         | 46’                                                                       |
| 11-6-2024                                                                 | Aveiro                                                                    | Portogallo                                                                | 3 – 0                                                                     | Irlanda                                                                   | Amichevole                                                                | -                                                                         | 46’                                                                       |
| 18-6-2024                                                                 | Lipsia                                                                    | Portogallo                                                                | 2 – 1                                                                     | Rep. Ceca                                                                 | Euro 2024 - 1º turno                                                      | -                                                                         | 63’                                                                       |
| 26-6-2024                                                                 | Gelsenkirchen                                                             | Georgia                                                                   | 2 – 0                                                                     | Portogallo                                                                | Euro 2024 - 1º turno                                                      | -                                                                         |                                                                           |
| 5-9-2024                                                                  | Lisbona                                                                   | Portogallo                                                                | 2 – 1                                                                     | Croazia                                                                   | UEFA Nations League 2024-2025 - 1º turno                                  | 1                                                                         | [ 39 ]                                                                    |
| 8-9-2024                                                                  | Lisbona                                                                   | Portogallo                                                                | 2 – 1                                                                     | Scozia                                                                    | UEFA Nations League 2024-2025 - 1º turno                                  | -                                                                         | 76’                                                                       |
| 12-10-2024                                                                | Varsavia                                                                  | Polonia                                                                   | 1 – 3                                                                     | Portogallo                                                                | UEFA Nations League 2024-2025 - 1º turno                                  | -                                                                         |                                                                           |
| 15-11-2024                                                                | Porto                                                                     | Portogallo                                                                | 5 – 1                                                                     | Polonia                                                                   | UEFA Nations League 2024-2025 - 1º turno                                  | -                                                                         |                                                                           |
| 18-11-2024                                                                | Spalato                                                                   | Croazia                                                                   | 1 – 1                                                                     | Portogallo                                                                | UEFA Nations League 2024-2025 - 1º turno                                  | -                                                                         | 81’                                                                       |
| 20-3-2025                                                                 | Copenaghen                                                                | Danimarca                                                                 | 1 – 0                                                                     | Portogallo                                                                | UEFA Nations League 2024-2025 - Quarti di finale                          | -                                                                         | 57’ 66’                                                                   |
| 23-3-2025                                                                 | Lisbona                                                                   | Portogallo                                                                | 5 – 2 dts                                                                 | Danimarca                                                                 | UEFA Nations League 2024-2025 - Quarti di finale                          | -                                                                         | 81’                                                                       |
| Totale                                                                    |                                                                           | Presenze                                                                  | 29                                                                        |                                                                           | Reti                                                                      | 3                                                                         |                                                                           |

## Palmarès

### Club

#### Competizioni nazionali
- Campionato portoghese: 1

Porto: 2017-2018
- Coppa di Lega inglese: 1

Manchester United: 2022-2023
- Coppa d'Inghilterra: 1

Manchester United: 2023-2024

### Nazionale
- Campionato d'Europa Under-17: 1

2016
- UEFA Nations League: 1

2024-2025